# 앨런 포울

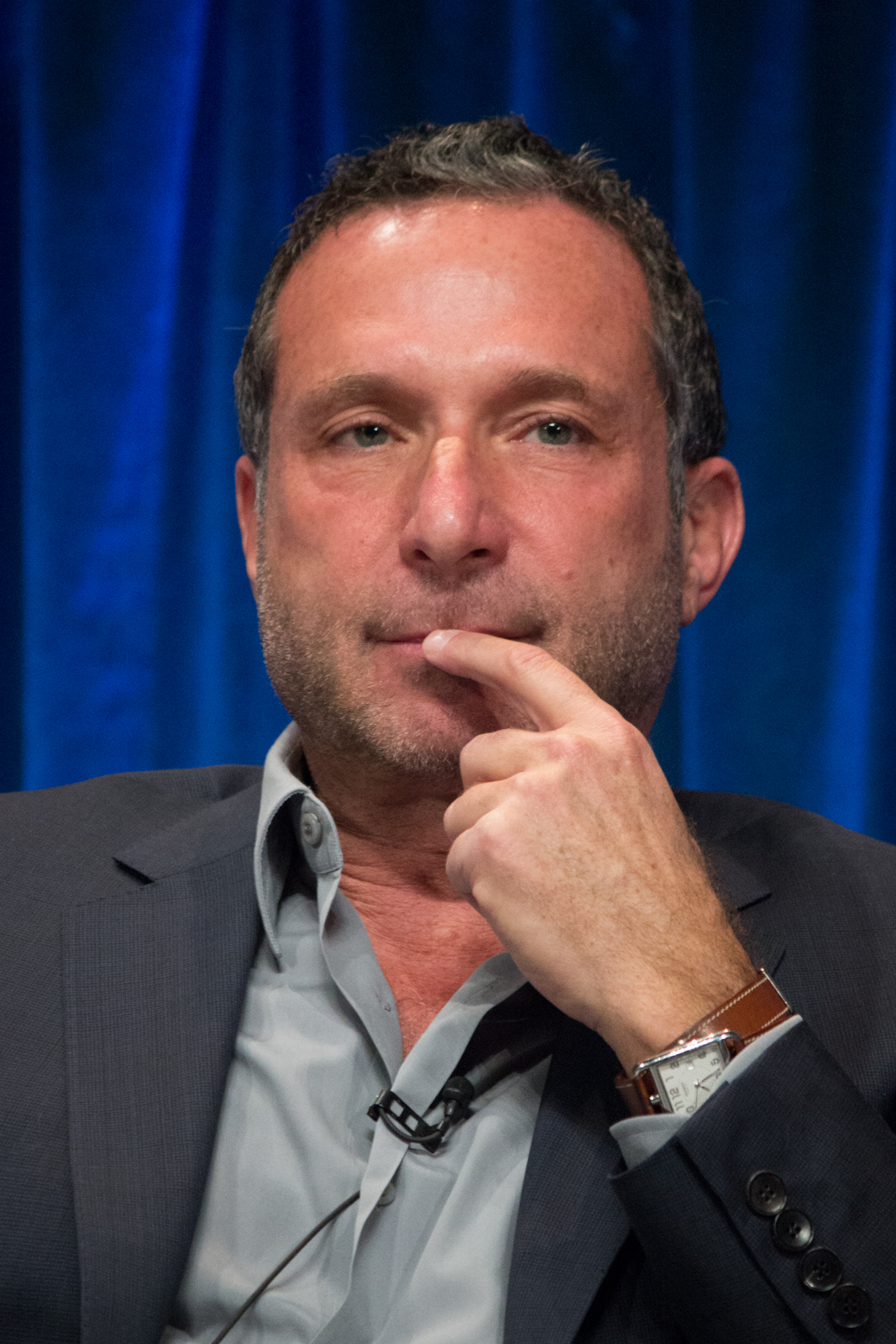

앨런 풀(Alan Poul, 영어 발음: /puːl/, 본명: 앨런 마크 풀, Alan Mark Poul, 1954년 5월 1일 ~ )은 미국의 영화 및 텔레비전 프로듀서이자 감독이다.
HBO의 오리지널 시리즈 식스 핏 언더의 이그제큐티브 프로듀서를 역임하면서 감독 데뷔를 했다.

## 참여 작품

### 프로듀서
영화
- 블랙 레인 (영화)
- 캔디맨 (1992년 영화)

텔레비전
- 마이 소 콜드 라이프
- 식스 핏 언더
- 웨스트월드 (드라마)
- 디 에디

### 텔레비전 감독
- 식스 핏 언더
- 로마 (드라마)
- 빅 러브
- 스윙타운
- 뉴스룸 (드라마)
- 테일즈 오브 더 시티